# Maithon
Maithon é uma vila no distrito de Dhanbad, no estado indiano de Jharkhand.

## Demografia
Segundo o censo de 2001, Maithon tinha uma população de 19 728 habitantes. Os indivíduos do sexo masculino constituem 53% da população e os do sexo feminino 47%. Maithon tem uma taxa de literacia de 74%, superior à média nacional de 59,5%: a literacia no sexo masculino é de 81% e no sexo feminino é de 67%. Em Maithon, 11% da população está abaixo dos 6 anos de idade.